# Datagram Transport Layer Security
Datagram Transport Layer Security (DTLS) は、データグラムプロトコルのための暗号化プロトコルである。DTLSはTransport Layer Security (TLS) に基づくプロトコルであり、TLSと同様に、データグラムを扱うプログラムがやり取りする情報の盗聴や改竄を防止する。DTLSを用いることで、データグラムに特有のパケットの到達順序に関わる問題は考慮する必要がなくなるが、一方でパケットの再整列やパケットサイズより大きいデータの喪失に対処する必要がある。

## 標準化
以下のRFCにおいてDTLSは定義されている。
- RFC 4347: DTLS 1.0
- RFC 6347: DTLS 1.2
- RFC 9147: DTLS 1.3

DTLS 1.0はTLS 1.1 (RFC 4346) に、DTLS 1.2はTLS 1.2 (RFC 5246)、DTLS 1.3はTLS 1.3 (RFC 8446)に基づいている。
このほか、各種トランスポート層プロトコル上でのDTLSの使用に関して、以下のRFCが存在する。
- RFC 5238: Datagram Congestion Control Protocol (DCCP)
- RFC 6083: Stream Control Transmission Protocol (SCTP)
- RFC 5764: Secure Real-time Transport Protocol（英語版） (SRTP): Secure Real-Time Transport Control Protocol (SRTCP) の草稿[1]などにおいてはDTLS-SRTPとも呼ばれる

## 実装

### ライブラリ
| ライブラリ                                 | DTLS 1.0 | DTLS 1.2 |
| ------------------------------------------ | -------- | -------- |
| Botan                                      | 対応     | 対応     |
| cryptlib                                   | 未対応   | 未対応   |
| GnuTLS                                     | 対応     | 対応     |
| Java Secure Socket Extension               | 未対応   | 未対応   |
| LibreSSL                                   | 対応     | 未対応   |
| libsystools                                | 対応     | 未対応   |
| MatrixSSL                                  | 対応     | 対応     |
| mbed TLS                                   | 対応     | 対応     |
| Network Security Services                  | 対応     | 対応     |
| OpenSSL                                    | 対応     | 対応     |
| Python                                     | 対応     | 未対応   |
| RSA BSAFE                                  | 未対応   | 未対応   |
| SChannel XP/2003, Vista/2008               | 未対応   | 未対応   |
| SChannel 7/2008R2, 8/1012, 8.1/2012R2, 10  | 対応     | 未対応   |
| SChannel 10 (1607)/2016                    | 対応     | 対応     |
| Secure Transport OS X 10.2-10.7 / iOS 1-4  | 未対応   | 未対応   |
| Secure Transport OS X 10.8-10.10 / iOS 5-8 | 対応     | 未対応   |
| SharkSSL                                   | 未対応   | 未対応   |
| wolfSSL                                    | 対応     | 対応     |
| ライブラリ                                 | DTLS 1.0 | DTLS 1.2 |

1. ↑  DTLS 1.0はiOS 5.0以降およびOS X 10.8以降で利用可能[10]

### アプリケーション
- シスコシステムズのAnyConnect VPN Client[11]およびその互換であるOpenConnect
- ChromeOS、Google Chrome、Mozilla Firefox、およびOperaはWebRTCのためにDTLS-SRTPをサポートしている[12]。

## 脆弱性
2013年2月に、ロンドン大学の研究者によって、ブロック暗号をCBCモードで用いたDTLS接続から平文を回復することが可能な攻撃が報告されている。